# Jay Wells
Gordon Jay Wells, född 18 maj 1959, är en kanadensisk före detta professionell ishockeyback som tillbringade 18 säsonger i den nordamerikanska ishockeyligan National Hockey League (NHL), där han spelade för ishockeyorganisationerna Los Angeles Kings, Philadelphia Flyers, Buffalo Sabres, New York Rangers, St. Louis Blues och Tampa Bay Lightning. Han producerade 263 poäng (47 mål och 216 assists) samt drog på sig 2 359 utvisningsminuter på 1 098 grundspelsmatcher. Han spelade också på lägre nivåer för Binghamton Dusters i American Hockey League (AHL) och Kingston Canadians i Ligue de hockey junior majeur du Québec (LHJMQ).
Wells draftades i första rundan i 1979 års draft av Kings som 16:e spelaren totalt.
Han vann Stanley Cup med Rangers för säsongen 1993–1994.
Efter spelarkarriären har han varit assisterande tränare för Portland Pirates (AHL), Hershey Bears (AHL), Manitoba Moose (AHL) och Barrie Colts (OHL).

## Statistik
| 1976–1977    | Kingston Canadians  | LHJMQ        | 59   | 4  | 7   | 11  | 90   | 14  | 1 | 1  | 2  | 20  |
| 1977–1978    | Kingston Canadians  | LHJMQ        | 68   | 9  | 13  | 22  | 195  | 5   | 1 | 2  | 3  | 6   |
| 1978–1979    | Kingston Canadians  | LHJMQ        | 48   | 6  | 21  | 27  | 100  | 11  | 2 | 7  | 9  | 29  |
| 1979–1980    | Los Angeles Kings   | NHL          | 43   | 0  | 0   | 0   | 113  | 4   | 0 | 0  | 0  | 11  |
|              | Binghamton Dusters  | AHL          | 28   | 0  | 6   | 6   | 48   | —   | — | —  | —  | —   |
| 1980–1981    | Los Angeles Kings   | NHL          | 72   | 5  | 13  | 18  | 155  | 4   | 0 | 0  | 0  | 27  |
| 1981–1982    | Los Angeles Kings   | NHL          | 60   | 1  | 8   | 9   | 145  | 10  | 1 | 3  | 4  | 41  |
| 1982–1983    | Los Angeles Kings   | NHL          | 69   | 3  | 12  | 15  | 167  | —   | — | —  | —  | —   |
| 1983–1984    | Los Angeles Kings   | NHL          | 69   | 3  | 18  | 21  | 141  | —   | — | —  | —  | —   |
| 1984–1985    | Los Angeles Kings   | NHL          | 77   | 2  | 9   | 11  | 185  | 3   | 0 | 1  | 1  | 0   |
| 1985–1986    | Los Angeles Kings   | NHL          | 79   | 11 | 31  | 42  | 226  | —   | — | —  | —  | —   |
| 1986–1987    | Los Angeles Kings   | NHL          | 77   | 7  | 29  | 36  | 155  | 5   | 1 | 2  | 3  | 10  |
| 1987–1988    | Los Angeles Kings   | NHL          | 58   | 2  | 23  | 25  | 159  | 5   | 1 | 2  | 3  | 21  |
| 1988–1989    | Philadelphia Flyers | NHL          | 67   | 2  | 19  | 21  | 184  | 7   | 1 | 1  | 2  | 9   |
| 1989–1990    | Philadelphia Flyers | NHL          | 59   | 3  | 16  | 19  | 129  | —   | — | —  | —  | —   |
|              | Buffalo Sabres      | NHL          | 1    | 0  | 1   | 1   | 0    | 6   | 0 | 0  | 0  | 12  |
| 1990–1991    | Buffalo Sabres      | NHL          | 43   | 1  | 2   | 3   | 86   | 1   | 0 | 1  | 1  | 0   |
| 1991–1992    | Buffalo Sabres      | NHL          | 41   | 2  | 9   | 11  | 157  | —   | — | —  | —  | —   |
|              | New York Rangers    | NHL          | 11   | 0  | 0   | 0   | 24   | 13  | 0 | 2  | 2  | 10  |
| 1992–1993    | New York Rangers    | NHL          | 53   | 1  | 9   | 10  | 107  | —   | — | —  | —  | —   |
| 1993–1994    | New York Rangers    | NHL          | 79   | 2  | 7   | 9   | 110  | 23  | 0 | 0  | 0  | 20  |
| 1994–1995    | New York Rangers    | NHL          | 43   | 2  | 7   | 9   | 36   | 10  | 0 | 0  | 0  | 8   |
| 1995–1996    | St. Louis Blues     | NHL          | 76   | 0  | 3   | 3   | 67   | 12  | 0 | 1  | 1  | 2   |
| 1996–1997    | Tampa Bay Lightning | NHL          | 21   | 0  | 0   | 0   | 13   | —   | — | —  | —  | —   |
| NHL totalt   | NHL totalt          | NHL totalt   | 1098 | 47 | 216 | 263 | 2359 | 114 | 3 | 14 | 17 | 213 |
| LHJMQ totalt | LHJMQ totalt        | LHJMQ totalt | 175  | 19 | 41  | 60  | 385  | 30  | 4 | 10 | 14 | 55  |

### Internationellt
| Källa:        | Källa:        | Källa:        |         | Utv = Utvisningsminuter | Utv = Utvisningsminuter | Utv = Utvisningsminuter | Utv = Utvisningsminuter | Utv = Utvisningsminuter |
| År            | Lag           | Mästerskap    | Matcher | Mål                     | Assists                 | Poäng                   | Utv                     |                         |
| ------------- | ------------- | ------------- | ------- | ----------------------- | ----------------------- | ----------------------- | ----------------------- | ----------------------- |
| 1986          | Kanada        | VM            | 10      | 0                       | 2                       | 2                       | 16                      |                         |
| Senior totalt | Senior totalt | Senior totalt | 10      | 0                       | 2                       | 2                       | 16                      |                         |